# Policja Rosji

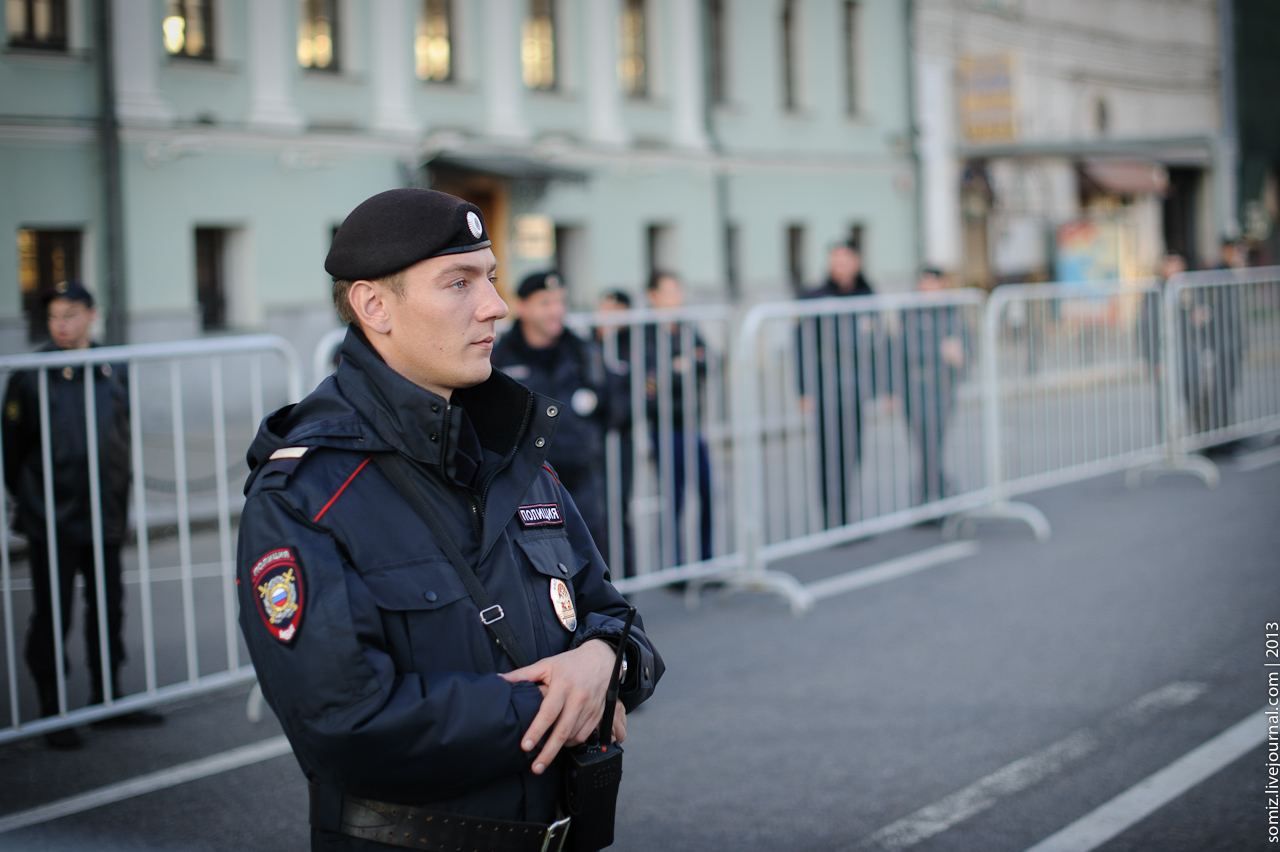
Rosyjski policjant w mundurze służbowym

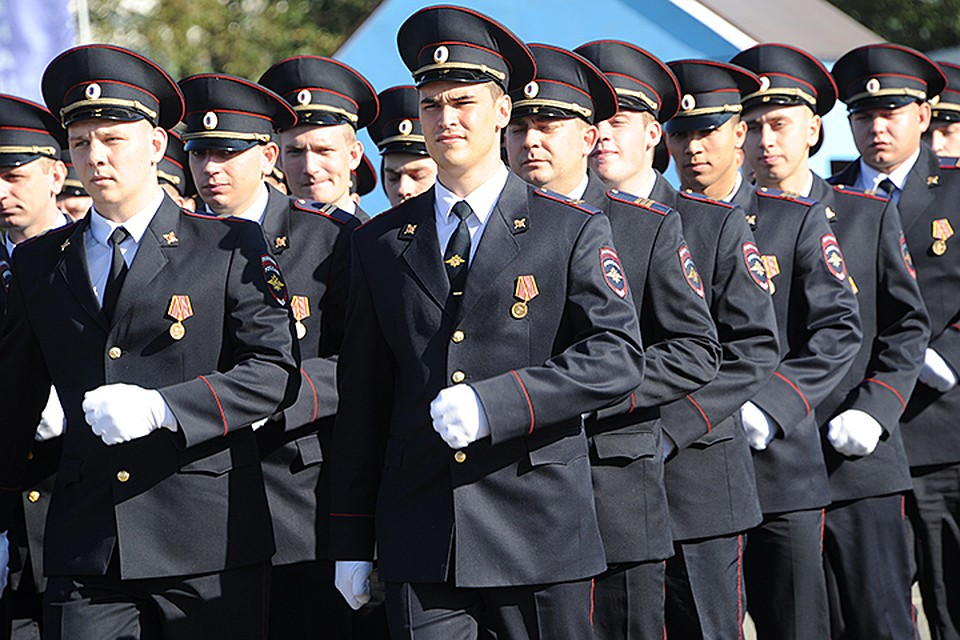
Rosyjscy policjanci w mundurach wyjściowych

Policja Rosji (ros. Полиция России, Policyja Rossii) – integralna część ujednoliconego, scentralizowanego systemu Ministerstwa Spraw Wewnętrznych Federacji Rosyjskiej. Powstała w 2011 roku poprzez przekształcenie struktur istniejącej od 1917 roku milicji. Do jej obowiązków należy ochrona życia, zdrowia, praw i wolności obywateli Federacji Rosyjskiej, cudzoziemców oraz bezpaństwowców przebywających na terytorium Federacji Rosyjskiej; zwalczanie przestępczości, ochrona porządku publicznego i mienia oraz zapewnienie bezpieczeństwa publicznego.

## Ustawa federalna „O Policji” nr 3-FZ z dnia 7 lutego 2011
Ustawa Dumy Państwowej „O Policji” nr 3-FZ z dnia 7 lutego 2011 roku określa kierunki działania rosyjskiej Policji, funkcje, uprawnienia, a także tryb postępowania funkcjonariuszy Policji w różnych sytuacjach. W akcie prawnym stwierdzono, że celem Policji jest ochrona życia, zdrowia, praw i wolności obywateli Federacji Rosyjskiej, cudzoziemców i bezpaństwowców przebywających na terytorium Federacji Rosyjskiej, zwalczanie przestępczości, ochrona porządku publicznego i mienia oraz zapewnienie bezpieczeństwa publicznego. Policja ma za zadanie natychmiast przychodzić z pomocą każdemu, kto potrzebuje ich ochrony przed kryminalnymi i innymi nielegalnymi działaniami. Policja, w granicach swoich uprawnień, jest zobowiązana do udzielenia pomocy organom rządu federalnego, organom rządowym podmiotów Federacji Rosyjskiej, innym organom rządowym, organom samorządu terytorialnego, innym organom komunalnym, stowarzyszeniom publicznym, a także organizacjom, niezależnie od ich formy własności, funkcjonariuszom tych organów i organizacji w celu ochrony ich praw.
Ustawa została podpisana przez prezydenta Dmitrija Miedwiediewa tego samego dnia, a weszła w życie 1 marca 2011 roku. Na jej mocy Prezydent Federacji Rosyjskiej, w granicach swoich kompetencji, bezpośrednio lub za pośrednictwem ministra spraw wewnętrznych, naczelników jednostek terytorialnych Ministerstwa Spraw Wewnętrznych i naczelników jednostek Policji sprawuje najwyższe kierownictwo Policji.

## Wydziały rosyjskiej Policji

Naszywka mundurowa policji patrolowej
Naszywka mundurowa policji drogowej
Naszywka mundurowa policji transportowej

## Stopnie w rosyjskiej Policji
| Szeregowi                         | Szeregowi                       | Podoficerowie                                    | Podoficerowie                    | Podoficerowie                                    | Podoficerowie                      | Podoficerowie                     | Podoficerowie                                     |
| --------------------------------- | ------------------------------- | ------------------------------------------------ | -------------------------------- | ------------------------------------------------ | ---------------------------------- | --------------------------------- | ------------------------------------------------- |
|                                   |                                 |                                                  |                                  |                                                  |                                    |                                   |                                                   |
| Szeregowy policji Рядовой полиции | Kursant policji Курсант полиции | Młodszy sierżant policji Младший сержант полиции | Sierżant policji Сержант полиции | Starszy sierżant policji Старший сержант полиции | Starszyna policji Старшина полиции | Chorąży policji Прапорщик полиции | Starszy chorąży policji Старший прапорщик полиции |

| Młodsi oficerowie                                  | Młodsi oficerowie                  | Młodsi oficerowie                                  | Młodsi oficerowie               | Wyżsi oficerowie            | Wyżsi oficerowie                          | Wyżsi oficerowie                    | Generałowie                                 | Generałowie                                        | Generałowie                                         | Generałowie                                          |
| -------------------------------------------------- | ---------------------------------- | -------------------------------------------------- | ------------------------------- | --------------------------- | ----------------------------------------- | ----------------------------------- | ------------------------------------------- | -------------------------------------------------- | --------------------------------------------------- | ---------------------------------------------------- |
|                                                    |                                    |                                                    |                                 |                             |                                           |                                     |                                             |                                                    |                                                     |                                                      |
| Młodszy lejtnant policji Младший лейтенант полиции | Lejtnant policji Лейтенант полиции | Starszy lejtnant policji Старший лейтенант полиции | Kapitan policji Капитан полиции | Major policji Майор полиции | Podpułkownik policji Подполковник полиции | Pułkownik policji Полковник полиции | Generał major policji Генерал-майор полиции | Generał lejtnant policji Генерал-лейтенант полиции | Generał pułkownik policji Генерал-полковник полиции | Generał policji Генерал полиции Российской Федерации |

## Pojazdy
| Fotografia | Model                  | Kraj produkcji    | Przeznaczenie          | Liczba  |
| ---------- | ---------------------- | ----------------- | ---------------------- | ------- |
|            | Łada Vesta             | Rosja             | radiowóz               | 120 000 |
|            | BMW serii 5            | Niemcy            | radiowóz               | b.d.    |
|            | Ford Focus             | Rosja             | radiowóz               | 12 000  |
|            | Škoda Octavia          | Czechy/ Rosja     | radiowóz               | 12 000  |
|            | Dacia Duster           | Rumunia/ Rosja    | radiowóz               | b.d.    |
|            | Toyota Camry           | Japonia           | radiowóz               | b.d.    |
|            | Łada Largus            | Rumunia/ Rosja    | radiowóz               | b.d.    |
|            | Mercedes-Benz klasy E  | Niemcy            | radiowóz               | b.d.    |
|            | Fiat Ducato            | Włochy            | furgonetka policyjna   | b.d.    |
|            | Volkswagen Transporter | Niemcy            | furgonetka policyjna   | b.d.    |
|            | Ford Transit           | Stany Zjednoczone | furgonetka policyjna   | b.d.    |
|            | UAZ Hunter             | Rosja             | samochód dzielnicowego | b.d.    |
|            | UAZ Patriot            | Rosja             | samochód dzielnicowego | 18 000  |
|            | Łada Niva              | Rosja             | samochód dzielnicowego | 50 000  |
|            | GAZ Gazela             | Rosja             | pojazd dowodzenia      | 28 000  |
|            | KamAZ-43114            | Rosja             | transporter policyjny  | 7050    |
|            | Ural-4320              | Rosja             | transporter policyjny  | b.d.    |
|            | Gazela Next            | Rosja             | transporter policyjny  | b.d.    |
|            | BMW R 1200 RT          | Niemcy            | motocykl patrolowy     | b.d.    |
|            | GAZ Zubr               | Rosja             | pojazd specjalny       | b.d.    |

## Broń i wyposażenie
| Fotografia | Model                                      | Kraj produkcji | Typ                      | Kaliber              |
| ---------- | ------------------------------------------ | -------------- | ------------------------ | -------------------- |
|            | Karabin maszynowy RPK                      | Rosja          | karabin maszynowy        | 7,62 × 39 mm         |
|            | Karabin SWD                                | Rosja          | karabin wyborowy         | 7,62 × 54 mm R       |
|            | Karabinek AK-74M                           | Rosja          | karabin automatyczny     | 5,45 × 39 мм         |
|            | Karabinek AKS-74U                          | Rosja          | karabin automatyczny     | 5,45 × 39 mm         |
|            | Pistolet maszynowy Kedr (PP-91)            | Rosja          | pistolet maszynowy       | 9 × 18 mm Makarowa   |
|            | Pistolet maszynowy PP-2000                 | Rosja          | pistolet maszynowy       | 9 × 18 mm Makarowa   |
|            | Pistolet maszynowy AEK-919K Kasztan        | Rosja          | pistolet maszynowy       | 9 × 18 mm Makarowa   |
|            | Pistolet PJa                               | Rosja          | pistolet                 | 9 × 19 mm Parabellum |
|            | Pistolet PM                                | Rosja          | pistolet                 | 9 × 18 mm Makarowa   |
|            | Bagnet                                     | Rosja          | broń biała               | –                    |
|            | kajdanki BR                                | Rosja          | środek przymusu bezp.    | –                    |
|            | gaz pieprzowy                              | Rosja          | środek przymusu bezp.    | –                    |
|            | gaz pieprzowy                              | Rosja          | środek przymusu bezp.    | –                    |
|            | pałka policyjna PR-73, Pus-2, Pus-3, PR-90 | Rosja          | środek przymusu bezp.    | –                    |
|            | paralizator AIR-107                        | Rosja          | środek przymusu bezp.    | __                   |
|            | paralizator АIR-107U                       | Rosja          | środek przymusu bezp.    | __                   |
|            | ręczny wykrywacz metalu                    | Rosja          | wykrywacz metalu         | __                   |
|            | tarcza ochronna                            | Rosja          | środek obrony aktywnej   | __                   |
|            | wideorejestrator                           | Rosja          | narzędzie dokumentacyjne | __                   |
|            | Racija                                     | Rosja          | krótkofalówka            | __                   |
|            | Diana, Bar’ier, Garpun, Kaktus             | Rosja          | kolczatki drogowe        | __                   |
|            | PSz-97                                     | Rosja          | hełm ochronny            | __                   |
|            | ZSz-1                                      | Rosja          | hełm ochronny            | __                   |
|            | pancerz zakrywający korpus i ręce          | Rosja          | pancerz ochronny         | __                   |
|            | KОRА-1                                     | Rosja          | kamizelka kuloodporna    | __                   |
|            | Interpolitex-2008-183-X2                   | Rosja          | kamizelka kuloodporna    | __                   |
|            | 2OPP                                       | Rosja          | kamizelka kuloodporna    | __                   |
|            | GP-7                                       | Rosja          | maska przeciwgazowa      | __                   |
|            | PMK-S                                      | Rosja          | maska przeciwgazowa      | __                   |